# 徳次郎町
徳次郎町（とくじらまち）は、栃木県宇都宮市の地名。宇都宮市富屋地区の中心部にあたる。郵便番号は321-2116（宇都宮中央郵便局管区）。
旧河内郡富屋村大字徳次郎にあたる。町名の読みは宇都宮市編入以来「とくじろうまち」であったが、2021年（令和3年）3月1日より「とくじらまち」に変更された（後述）。

## 概要
徳次郎は、宇都宮市の北西部、篠井富屋連峰の南西麓を流れる田川の西岸一帯、半蔵山東麓部の地名である。明治初期までの徳次郎六ヶ郷（上徳次郎村、中徳次郎村、下徳次郎村、門前村、田中村、西根村）の地域で、平安時代以後戦国時代までは旧日光街道（古道）沿道の西根、田中、門前が、また江戸時代には日光街道の宿場町徳次郎宿が栄えた。その後町村制施行により徳次郎六ヶ郷は河内郡富屋村大字徳次郎となるが、太平洋戦争終結後は宇都宮市に編入されている。東端を南流する田川の沖積平野部（田原台地）と宝木台地東端部から成る。
奈良時代に日光の久次良一族によって日光二荒山神社を遷したとされる智賀都神社や、戦国時代に宇都宮氏家臣の新田氏（新田徳次郎）によって築城された徳次郎城、江戸時代に二宮尊徳によって設けられた二宮堰などといった歴史的構造物も残されている。
付近の男抱山一帯は徳次郎石の採石場であったと云われ、当時は大谷石と並びこの地の特産品であったが、埋蔵量が少なく現在は廃れている。
奈良時代に日光の久次良氏（久次郎氏）の領地となり、平安時代末期に宇都宮氏が勃興するとその支配下に入るが、たびたび久次良氏との勢力抗争の舞台となり、戦国時代には宇都宮国綱家臣の新田徳次郎により徳次郎城が築かれる。安土桃山時代に宇都宮氏が改易されると没落するも、江戸時代には日光街道が整備されその宿場町として大いに栄えたが、徳次郎宿は江戸末期に天領化されて真岡代官所の管轄となる。この時代に二宮尊徳や吉良八郎の手により西原の治水事業が進められ、田川に堰が設けられ宝木台地に引水された（宝木用水、現在の新川）。

## 地名の由来
延喜式や倭名類聚抄は河内郡の郷名等としてその名は無く、初出が宇都宮氏時代であることから、平安時代後期以降、江戸時代までに一般化した地名と考えられている。
徳次郎の地名の由来には諸説あるが、もともと当地は奈良時代から続くとされる日光の久次良氏（久次郎氏）の外領ということで、外久次良（外久次郎＝とくじら）とされ、宇都宮氏家臣の新田徳次郎がこの地に徳次郎城を築いたことから徳次郎と書くようになったとされる。日光市には現在も久次良町が存在する。
塙静夫は、上記の説をもっともらしい説であるが付会であるとし、ト（接頭語）＋クジ（動詞「挫く（くじく）」または「抉る（くじる）」の語幹）＋ラ（「ここら辺」などの「ら」に相当する接尾語）、すなわち川沿いの沖積地が氾濫し、侵食・崩壊した地形を指すと解釈した。

### 読みについて

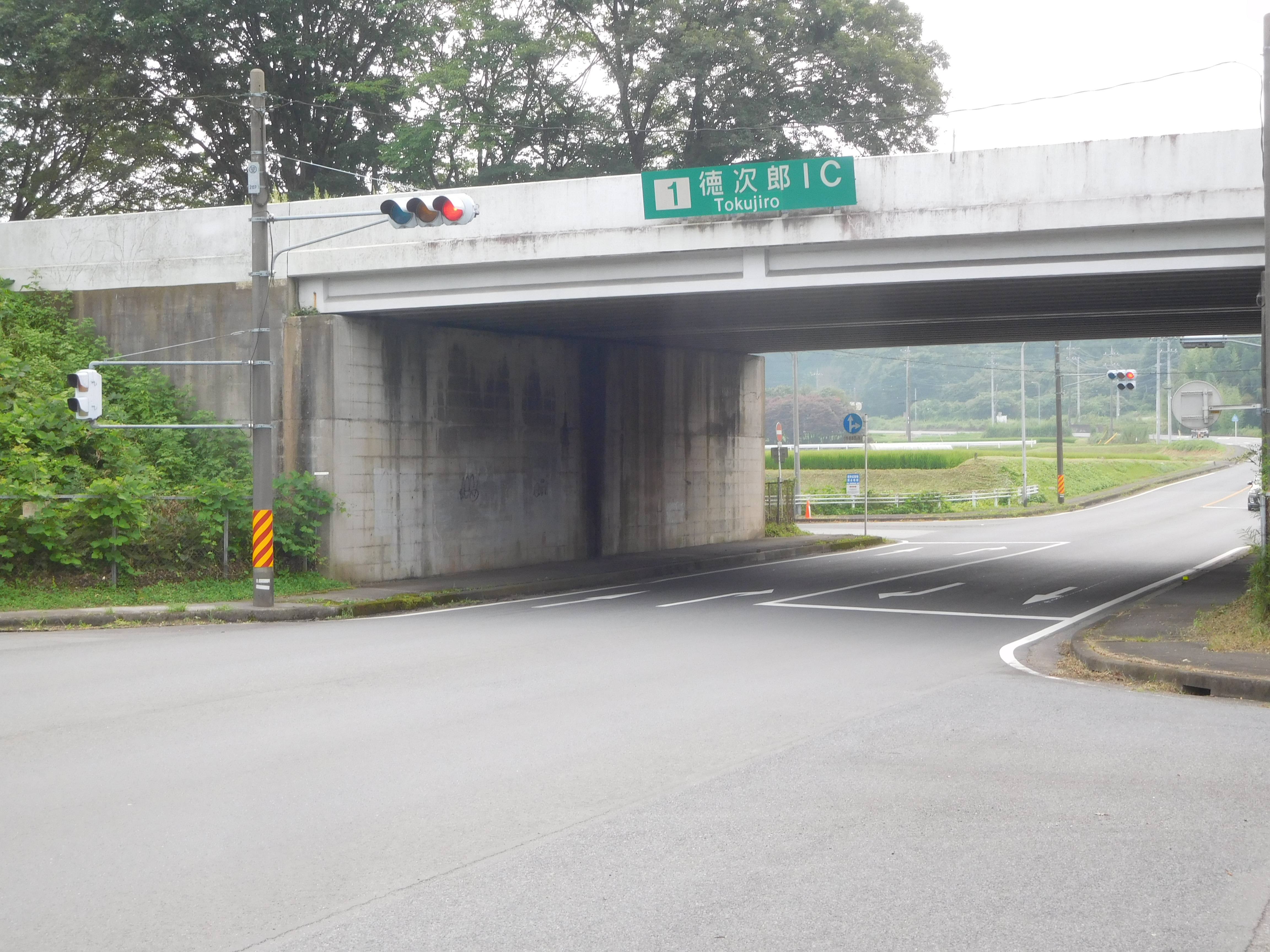
"Tokujiro"に変更された徳次郎インターチェンジ。その後再び"Tokujira"に戻された。

1954年（昭和29年）に徳次郎を含む富屋村が宇都宮市に編入された際、経緯不明ながら読みは「とくじろう」と定められた。しかし一般においては、その後も「とくじら」「とくじろう」が混用される状態となった。例として、関東自動車のバス停留所名は「とくじら」と読む（例：中徳次郎（なかとくじら））一方、日光宇都宮道路徳次郎ICの読みは供用開始当初「とくじら」で、2008年（平成20年）より「とくじろう」に改められている（2021年3月に再度「とくじら」に変更）。町内には「外鯨（とくじら）」という苗字が存在する。
日本語学者の佐藤貴裕は、「郎」の字はかつて「ラウ」[au]と発音され、江戸時代初期に「ロー」[o:]に変化したことに注目し、次のような見解を提示した。江戸時代初期、従前[au]と[ou]と分けて発音していたものがどちらも[o:]へと変化し、混乱が発生した。そこで一部の地方では、従前[au]だったものを[a:]と発音することで、[ou]から[o:]に変化したものと区別しようとした。特に地名のような固有名詞は発音が固定することも考えられ、「とくじろう」に変化せず「とくじら」が維持されたのではないかという。
2020年（令和2年）5月、地元自治会が地名を「とくじら」にするよう要望を提出し、市は住居表示審議会を設置した。審議会は同年7月30日に開かれた会合で変更の方針を話し合ったところ、市長へ答申することを全会一致で決定した。その後、同年12月の宇都宮市議会定例会にて町名変更議案（議案第221号）が提出され、12月23日に可決。翌日付けの告示（令和2年12月24日告示第435号）によって、2021年（令和3年）3月1日より徳次郎町の読みを正式に「とくじらまち」に変更することとなった。

## 地理
宇都宮市の北西部に位置する。
- 台地：田原台地、宝木台地
- 山：本山（篠井富屋連峰）、半蔵山
- 河川：田川、新川

北のごく一部で篠井町、北東は大網町、東は上横倉町、南東は上金井町・下金井町、南は宝木本町、南西は新里町丁（にっさとまちてい）、西は新里町丙、北西は石那田町と接する。
宇都宮市役所による地域区分（16地区）では、徳次郎は富屋地区（旧富屋村）に含まれる。地区連合自治会区域（39地区）も基本的には富屋地区に属するが、足次自治会に加入する世帯のみ国本地区に属する。
集落は日光街道沿いの上徳次郎・中徳次郎・下徳次郎、その西側の門前・田中・西根、徳次郎町南部に開発された山王団地に分かれる。田中はさらに上田中と下田中に分かれる。2020年（令和2年）の地価公示によると、徳次郎町の住宅地の公示地価は、字大光院塚70番6の地点（下徳次郎）で21,200円/m2である。

### 小・中学校の学区
市立小・中学校に通う場合、学区は以下の通りとなる。
| 町名     | 番・番地等 | 小学校     | 中学校     |
| -------- | ---------- | ---------- | ---------- |
| 徳次郎町 | 全域       | 富屋小学校 | 晃陽中学校 |
| 徳次郎町 | 全域       |            |            |

富屋小学校と晃陽中学校はどちらも徳次郎町にある。

## 世帯数と人口
2020年（令和2年）6月30日現在の世帯数と人口は以下の通りである。
| 町丁     | 世帯数    | 人口    |
| -------- | --------- | ------- |
| 徳次郎町 | 1,144世帯 | 2,427人 |

## 経済
2015年（平成27年）の国勢調査による15歳以上の就業者数は1,241人で、産業別では多い順に製造業（309人・24.9%）、卸売業・小売業（181人・14.6%）、医療・福祉（100人・8.1%）、分類不能の産業（91人・7.3%）、農林業（81人・6.5%）となっている。2014年（平成26年）の経済センサスによると、徳次郎町の全事業所数は127事業所、従業者数は1,373人である。具体的には多い順に卸売業・小売業が33、飲食サービス業が16、医療・福祉が15、生活関連サービス業が13、建設業と製造業が各10事業所などとなっている。全127事業所のうち68事業所が従業員4人以下の小規模事業所である。
2015年（平成27年）の農林業センサスによると徳次郎町の農林業経営体数は64経営体（農業のみが26経営体）、農家数は81戸（うち販売農家は62戸）である。耕地面積は田が160 ha、畑が20 ha、樹園地が8 haである。販売金額第1位が稲作である農業経営体が33経営体と最も多く、第1位が露地野菜である経営体が3経営体でこれに続く。

## 文化

### 徳次郎石と西根集落

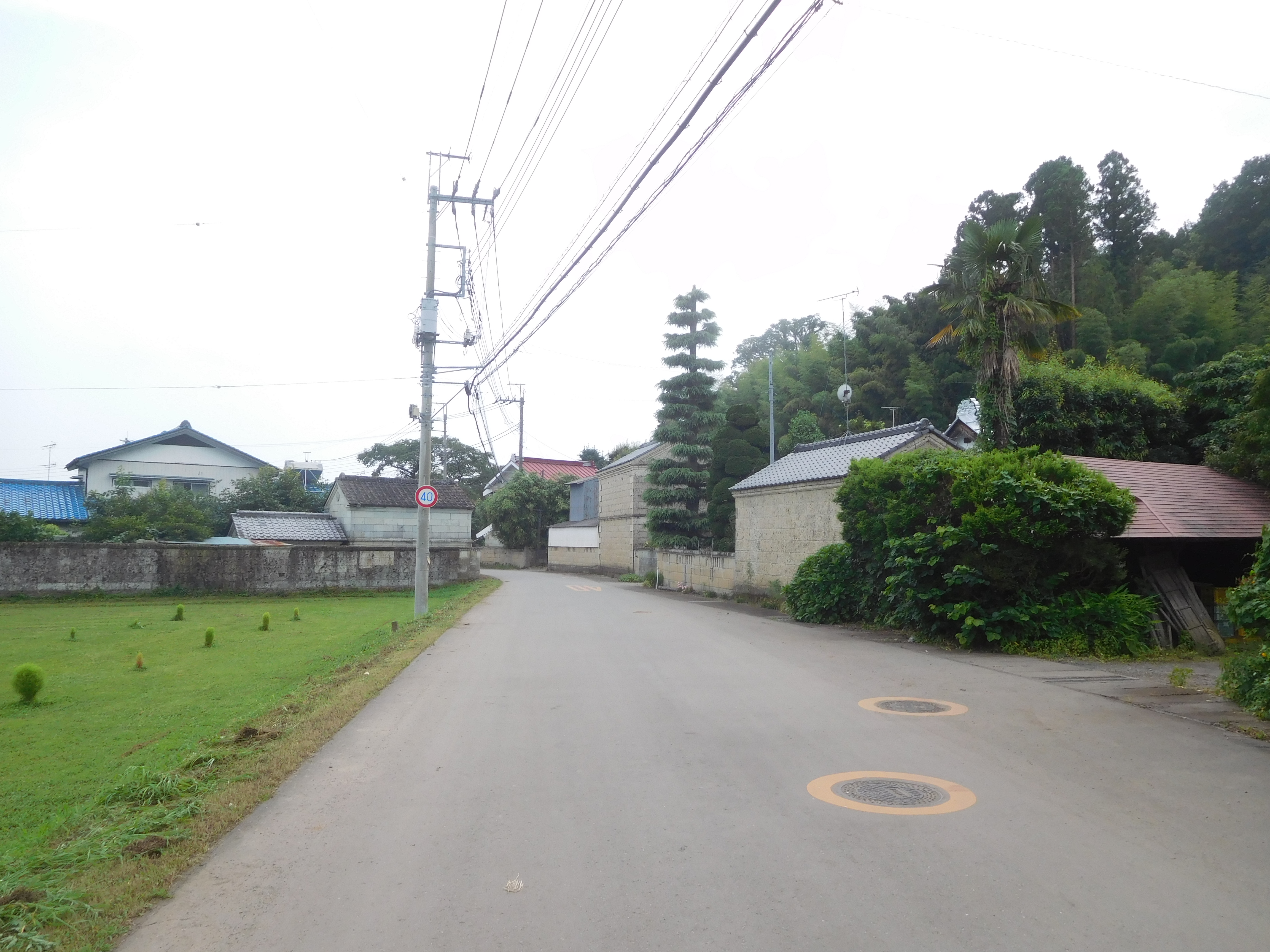
西根集落
母屋、蔵、塀などに徳次郎石が使われている。

宇都宮市から県北にかけては緑色凝灰岩（グリーンタフ）が広範囲に分布し、中でも宇都宮市西部で生産される大谷石は宇都宮市内の建築物に数多く用いられている。徳次郎町でも緑色凝灰岩を産出し、これを「徳次郎石」と呼ぶ。なお、広義には徳次郎石も大谷石に含まれる。
徳次郎石は（狭義の）大谷石のようなミソ（茶色く軟らかい部分）がほとんどなく、やや青みがかかっているのが特徴である。また均質で細工がしやすいという性質もあるため重宝されたが、大谷石よりも埋蔵量が少なく、採掘は途絶した。徳次郎石の採掘は、西根集落の西にある男抱山（おだきさん）にて享保（1716年 - 1736年）の頃に始まったという説があり、昭和50年代（1975年 - 1984年）に終了した。
採掘現場に近い20戸ほどの小さな集落である西根は、集落内の建築物全99棟のうち63%が石造建築物である（宇都宮大学調査）。素材の石は徳次郎石と大谷石で、徳次郎石は大正以前、大谷石は昭和以降のものが多い。一般に石造建築物と言えば蔵が多いが、西根集落では蔵はもちろん、納屋、母屋、塀、祠に至るまで徳次郎石・大谷石が使われていること、石の瓦を載せた建築物が見られること、貼り石・積み石など工法の違いがあること、という特色があり、独特の景観を作り出している。（うつのみや百景選定。）石瓦は1枚で30 kgあり、屋根全体では何トンもの荷重がかかることから、石瓦を載せた建築物は堅牢な構造をしており、裕福でなければ建てることができなかった。また細工しやすい徳次郎石の性質を生かし、2階の窓に装飾を施した蔵がよく見られる。
西根集落に石造建築物が多いのは、単に徳次郎石の産地であったからだけでなく、明治初期に大規模な火災があったことや、経済力があったことも影響している。

### 刀工の里
徳次郎には6代に渡って守勝や広勝、重勝、宗勝などを名乗る刀鍛冶が住んでいた。徳次郎は多量の砂鉄と良質の粘土・水が入手できることから刀鍛冶に適しており、南北朝時代から戦国時代まで刀を生産してきた。守勝は相模国の刀工に学んだことから作風は相州伝であり、「徳次郎正宗」と讃えられた。
守勝らの鍛冶場は半蔵山麓の上徳次郎にあり、日光宇都宮道路に沿った道路（旧日光街道）の西にある畑がその跡地である。また1980年（昭和55年）には鍛冶場跡の近くにあった守勝神社を刀剣愛好家らが修復した。徳次郎の刀作りは途絶えたが、守勝の銘が入った刀や脇差のうち、9点、宗勝銘のもの3点、重勝銘と勝広銘のもの各1点の計14点が栃木県指定文化財として保護されている。栃木県立博物館では、守勝・勝広の未指定の作品を保有する。

## 施設

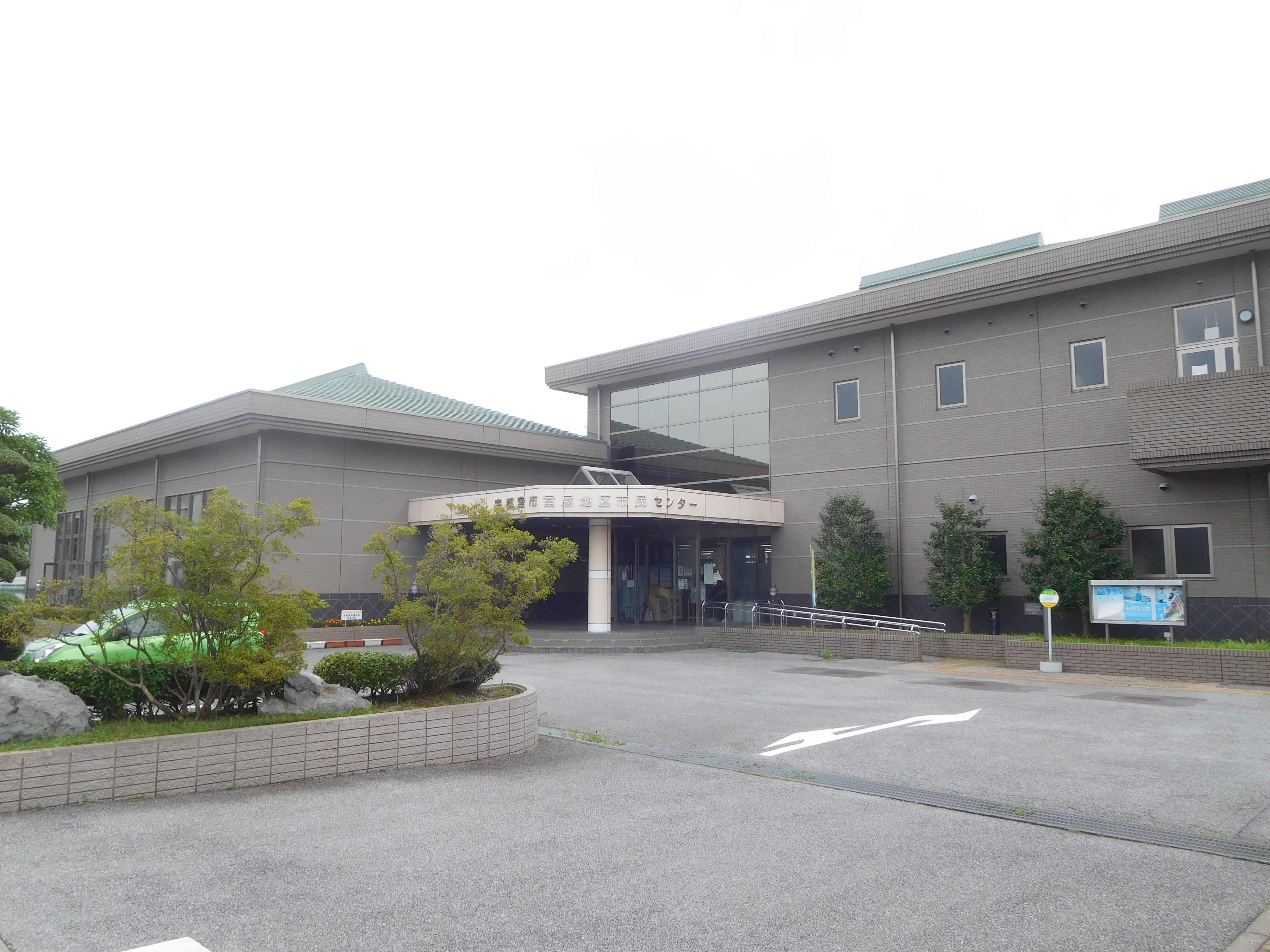
宇都宮市富屋地区市民センター

- 宇都宮市役所富屋地区市民センター
- 栃木県立富屋特別支援学校
- 宇都宮市立晃陽中学校
- 宇都宮市立富屋小学校
- 学校法人富屋学園 山王認定こども園
- 社会福祉法人大門福祉会 徳次郎保育園
- 宇都宮中央警察署徳次郎町警察官駐在所
- 宇都宮市消防局西消防署富屋分署
- 徳次郎郵便局
- ランスタッド株式会社テクノセンター
- 宇都宮餃子さつき
- 二宮堰親水公園
- 山王団地

### 寺社
- 智賀都神社
- 傳法寺

## ゆかりの人物

### 妙哲
妙哲（みょうてつ、妙喆）は徳次郎の伝法寺を開いた仏僧。雲巌寺の高峰顕日（仏国国師）を師とした。伝法寺から西へ沢伝いに登ると墓がある。なお妙哲は市内竹下町の同慶寺も開いたことから、そこにも墓がある。

### 亀井六郎
亀井 六郎（かめい ろくろう、亀井重清）は源義経の従者で、義経が奥州へ落ち延びる際にも付き従ったとされる。徳次郎の旧日光街道沿いには亀井六郎の墓と伝えられる五輪塔があり、動かすと祟りが起きると伝承されている。

## 交通

### 鉄道
2020年（令和2年）現在、徳次郎町を通る鉄道はなく、最寄り駅はJR宇都宮駅となる（約12 km）。1903年（明治36年）から1932年（昭和7年）までは野州人車鉄道→宇都宮軌道運輸→宇都宮石材軌道→東武鉄道大谷軌道線と名称を変えながら軌道が運行され、終点・徳次郎駅が存在した。
なお、JR日光線の計画段階においては、宇都宮 - 徳次郎 - 大沢 - 今市という経路が初案として提起されていた。

### 路線バス
2020年（令和2年）4月現在、関東自動車（関東バス）が運行する以下の系統が乗り入れている。下記番号は宇都宮市が作成するバス路線図内のもので、実際のバスに掲示されている番号とは異なる。
- 31番：宇都宮駅 - 山王団地
- 32番：宇都宮駅 - 石那田
- 33番：宇都宮駅 - 篠井ニュータウン
- 34・35番：宇都宮駅 - 日光東照宮
- 36・37番：宇都宮駅 -  今市車庫
- 38番：宇都宮駅 - 船生

### 道路
「徳次郎」交差点で国道119号・国道293号の2つの国道が交差する。
- 日光街道（国道119号）
- E81 日光宇都宮道路（国道119号）
  - 徳次郎インターチェンジ
- 国道293号

### 書籍
- 柏村祐司『なるほど宇都宮 歴史・民俗・人物百科』随想舎、2020年4月25日、188頁。ISBN 978-4-88748-382-8。
- 塙静夫『うつのみやの地名と歴史散歩』下野新聞社、2015年9月11日、263頁。ISBN 978-4-88286-594-0。
- 宇都宮市 編 編『改訂 うつのみやの歴史』宇都宮市、1992年3月31日、418頁。 NCID BN07977757。
- 宇都宮市教育委員会社会教育課 編 編『宇都宮の旧跡』宇都宮市教育委員会〈文化財シリーズ第10号〉、1989年3月25日、107頁。全国書誌番号:90025622

### 地図
- 日本国土地理院 地図閲覧サービス 2万5千分1地形図名：宇都宮西部(宇都宮)
- 昭文社 MAPPLE地図 栃木県宇都宮市徳次郎町周辺の地図
- ゼンリン地図 栃木県宇都宮市徳次郎町周辺の地図
- 『県別マップル9 栃木県道路地図』昭文社〈4版4刷〉、2019年、83頁。ISBN 978-4-398-62678-3。